# Suzuki Ertiga
Der Suzuki Ertiga ist ein Siebensitzer-MPV, den Suzuki zusammen mit seiner indischen Tochtergesellschaft Maruti Suzuki entwickelte. Mazda vertreibt das Modell als Mazda VX-1, Proton seit November 2016 als Proton Ertiga. Die Hauptkonkurrenten im asiatischen Markt sind Toyota mit dem Innova und Avanza, Mahindra mit dem Xylo, Tata mit dem Sumo Grande und Nissan mit dem Grand Livina.

## Erste Generation (2012–2018)

### Modellgeschichte
Am 12. April 2012 begann Maruti Suzuki den Verkauf des Kompakt-MPV Ertiga in Indien und am 22. April 2012 in Indonesien. Maruti Suzuki bewarb ihn als erstes Life Utility Vehicle (LUV). Gebaut wird der Ertiga in Gurugram in Indien bei Maruti-Suzuki und in Bekasi von Suzuki Motor Indomobil. Auch in China war das Modell zwischenzeitlich erhältlich und wurde dort in Chongqing von Chongqing Changan Suzuki Automobile hergestellt.
Der Ertiga wird entweder vom Suzuki-K-Serie 1,4-Liter-Ottomotor oder einem von Fiat zugelieferten 1,3-Liter-Dieselmotor mit Common-Rail-Einspritzung angetrieben. Die Basis des Modells ist der Suzuki Swift. Der Ertiga gilt als eine Kreuzung zwischen einem Fahrzeug mit Fließheck und einem MPV. Der Ertiga verkaufte sich in Indien schnell besser als der lange meistverkaufte Van Toyota Innova.
Der Ertiga ist die Serienversion des R-III (R3) Konzepts von Maruti Suzuki, das 2010 auf der indischen Automobil-Ausstellung präsentiert wurde. Der Name Ertiga ist eine Anpassung an die Aussprache R-Tiga, wobei Tiga drei in indonesischer Sprache bedeutet und das R für Reihen steht. 
Auf der 16. Indonesia International Motor Show wurden drei neue Varianten des Ertiga vorgestellt und später in die Serie eingeführt: Sport, Luxus und Crossover.
Ab Januar 2013 baute Maruti-Suzuki eine Doppelklimaanlage ein.

### Technische Daten
- K14B Ottomotor
- 1372 cm³ mit variabler Ventilsteuerung
- Leistung 70 kW (95 PS) bei 6000/min
- maximales Drehmoment 130 Nm bei 4000/min

- D13A Dieselmotor
- 1248 cm³ mit Turbolader mit verstellbaren Turbinenleitschaufeln  („variable Geometrie“)
- Leistung  66 kW (90 PS) bei 4000/min
- maximales Drehmoment 200 Nm bei 1750/min.

Alle Motoren sind serienmäßig mit einem Fünfgangschaltgetriebe gekoppelt und alle Dieselmodelle und das Modell mit Ottomotor und Topausstattung haben serienmäßig ein Antiblockiersystem.

## Zweite Generation (seit 2018)
Die zweite Generation des Ertiga wurde im April 2018 auf der Indonesia International Motor Show vorgestellt. Der Siebensitzer baut auf der Plattform der sechsten Swift-Generation auf. Im Oktober 2021 wurde das Modell auch als Toyota Rumion für den südafrikanischen Markt vorgestellt. Eine überarbeitete Version der Baureihe wurde im April 2022 präsentiert.

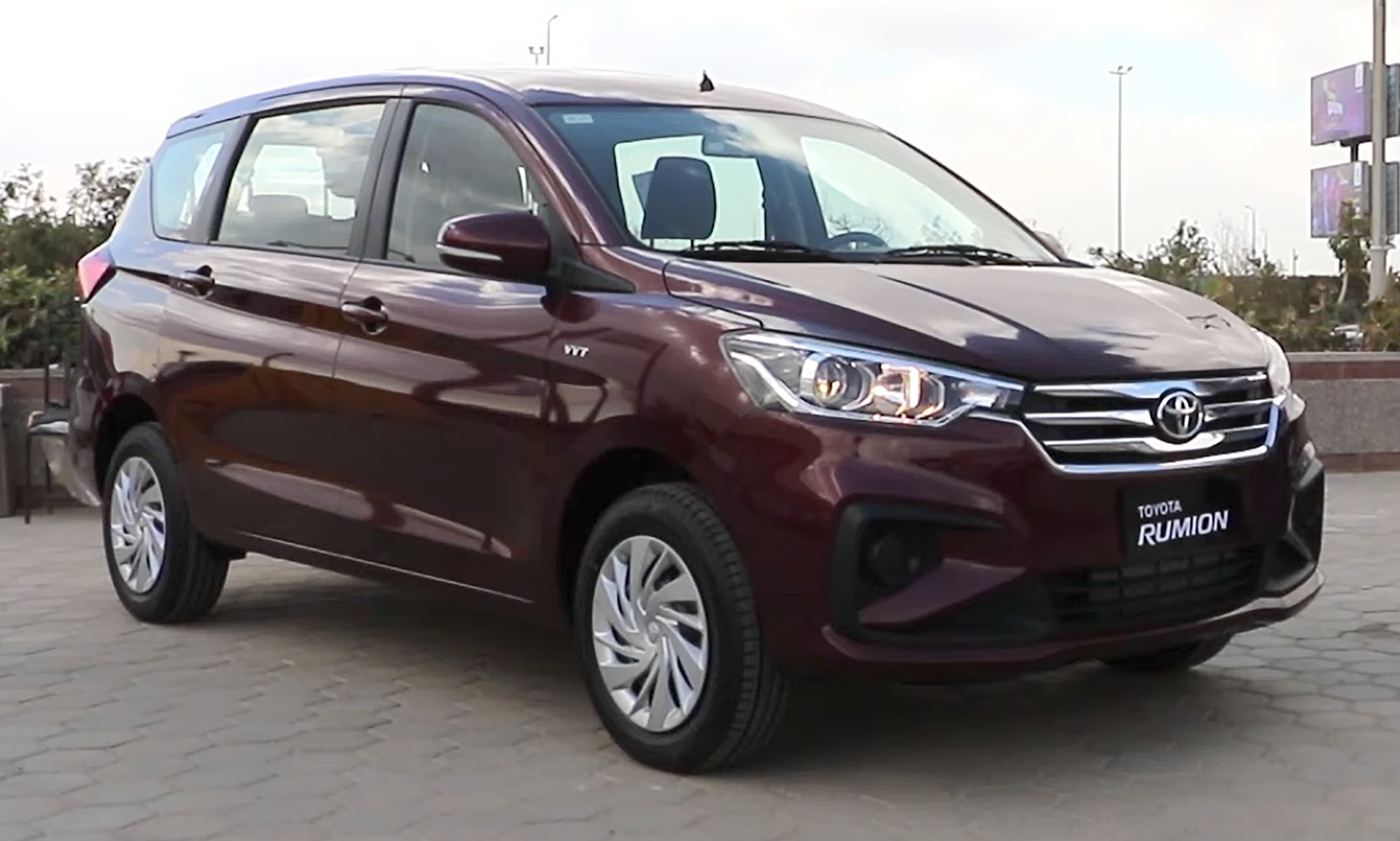
Toyota Rumion (seit 2021)